# Resolució 1834 del Consell de Seguretat de les Nacions Unides
La Resolució 1834 del Consell de Seguretat de les Nacions Unides fou adoptada per unanimitat el 24 de setembre de 2008. El Consell va ampliar la missió de les Nacions Unides al Txad i la República Centreafricana (MINURCAT) fins al 15 de març de 2009.

## Antecedents
La Missió de les Nacions Unides a la República Centreafricana i al Txad (MINURCAT) es va establir a la Resolució 1778 del Consell de Seguretat de les Nacions Unides el 25 de setembre de 2007, que deixaria una força multidimensional al Txad i la República Centreafricana per ajudar a crear conductors de seguretat per a un retorn voluntari i sostenible dels refugiats. La missió va ser creada a causa d'un nombre estimat de 230.000 refugiats que fugien del Darfur a l'est del Txad i al nord-est de la RCA. Els assalts transfronterers continuats dels rebels sudanesos han posat en perill als refugiats i als residents locals. La mateixa resolució també va autoritzar un desplegament militar de la Unió Europea per donar suport a les activitats del MINURCAT durant un any, actuant de conformitat amb el Capítol VII de la Carta de les Nacions Unides.
Abans de la votació, el Consell de Seguretat va celebrar diverses reunions per discutir la resolució que ampliaria la missió de les Nacions Unides a la regió i que les Nacions Unides assumissin la força militar liderada per la Unió Europea (EUFOR).

## 5981a reunió del Consell de Seguretat
Els 15 membres del Consell de Seguretat de les Nacions Unides foren convocats a la seu de les Nacions Unides a la ciutat de Nova York el 24 de setembre de 2008 per discutir sobre l'extensió del mandat de la missió al Txad i la República Centreafricana, que havia de vèncer el pròxim dia. Es va cridar a la reunió a les 15:15, amb el President del Consell de Seguretat, Michel Kafando de Burkina Faso, i va presentar al representant del Txas, Ahmad Allam-Mi, que havia estat convidat a participar en la reunió. Els membres van rebre el document S/2008/616, que contenia el text d'un projecte de resolució presentat per Bèlgica, Costa Rica, Croàcia, França, Jamahiriyya Àrab Líbia i els Estats Units d'Amèrica. Els membres del Consell també van rebre el document S/2008/601 i l'Addenda 1, que contenia l'informe del Secretari General sobre la Missió de les Nacions Unides sobre la República Centreafricana i el Txad.